# Lịch sử quân sự Hoa Kỳ trong Chiến tranh thế giới thứ hai

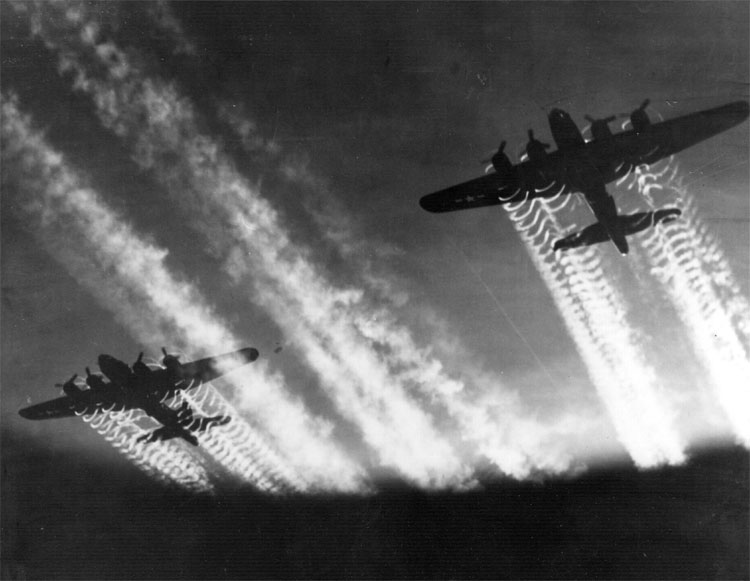
Phi cơ B-17 Flying Fortress đang bay trên bầu trời châu Âu

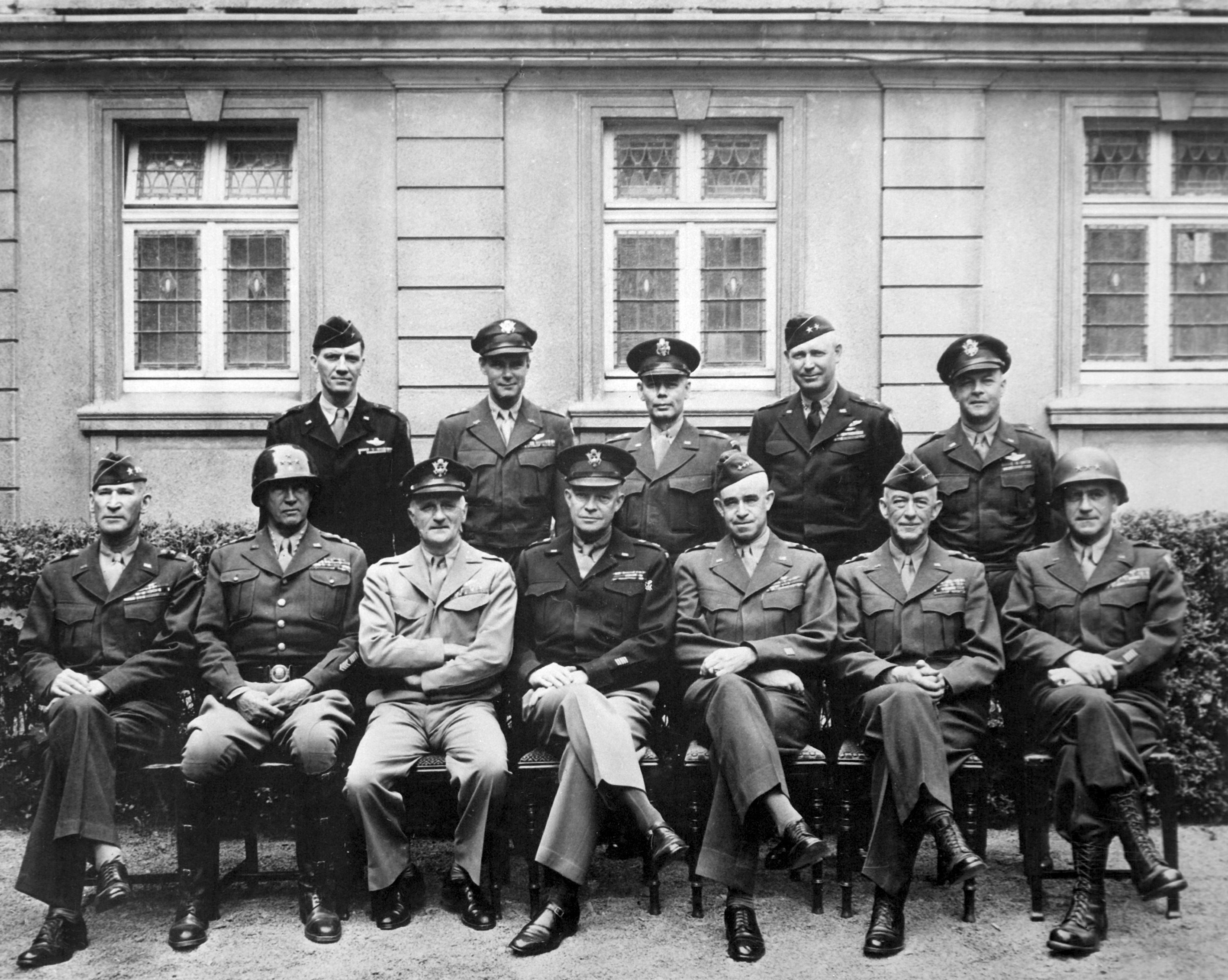
Các giới chức quân sự quan trọng của Mỹ tại châu Âu năm 1945

Lịch sử quân sự Hoa Kỳ trong Chiến tranh thế giới thứ hai bao gồm sự tham dự của Hoa Kỳ trong Chiến tranh thế giới thứ hai. Đế quốc Nhật Bản tuyên chiến với Hoa Kỳ và Đế quốc Anh vào ngày 7 tháng 12 năm 1941 ngay sau khi tấn công Trân Châu Cảng cùng ngày hôm đó. Ngày 11 tháng 12 năm 1941, Đức và Ý cũng tuyên chiến với Hoa Kỳ. Cho đến thời điểm đó, Hoa Kỳ đang duy trì tình trạng trung lập mặc dù từ tháng 3 năm đó họ đã bắt đầu cung cấp quân trang cho Anh theo tinh thần của Đạo luật Lend-Lease. Lúc đó người Anh khởi sự cung cấp một phần lớn đồ tiếp tế nhận được của Hoa Kỳ cho Liên Xô và đồng minh phương Tây của họ. Giữa thời gian Hoa Kỳ tham chiến bắt đầu từ ngày 8 tháng 12 năm 1941 và đến khi kết thúc chiến tranh năm 1945, đã có trên 16 triệu người Mỹ phục vụ trong Quân đội Hoa Kỳ. Nhiều người khác phục vụ trong lực lượng Hàng hải Thương mại Hoa Kỳ (United States Merchant Marine) và các đơn vị bán dân sự khác như tổ chức Nữ phi công phục vụ không lực Hoa Kỳ (Women Airforce Service Pilots).

## Chủ nghĩa biệt lập
Theo sau Hiệp ước Versailles và việc Hoa Kỳ từ chối gia nhập Hội Quốc Liên, thái độ của công chúng Hoa Kỳ đã chuyển đổi sang thái độ do dự không muốn can dự vào những chuyện có liên quan đến châu Âu. Sau Chiến tranh thế giới thứ nhất, Hoa Kỳ đã rút hết các lực lượng của mình và nói rằng sẽ không bao giờ trở lại châu Âu. Đại khủng hoảng cũng đã làm tê liệt nền kinh tế khiến cho Hoa Kỳ thờ ơ đến quân đội của mình và tập trung vào các mối quan tâm khác.

## Đạo luật Lend-Lease
| “ | Nếu không có hàng sản xuất của Mỹ thì Liên Hợp Quốc đã không thể nào thắng cuộc chiến này. | ” |

Năm 1940 đánh dấu một sự thay đổi thái độ của Hoa Kỳ. Những chiến thắng của Phát xít Đức tại Pháp, Ba Lan và các nơi khác cộng thêm trận chiến nước Anh đã khiến cho nhiều người Mỹ tin rằng Hoa Kỳ sớm muộn cũng phải bị lôi cuốn vào vòng chiến. Ngày 11 tháng 3 năm 1941, Tổng thống Franklin Roosevelt ký Đạo luật Lend-Lease nhằm thực hiện việc cung cấp vũ khí Mỹ được xem là quan trọng cần thiết cho phe đồng minh chống lại phe Trục vì phần lớn các trang bị nặng của Anh đã bị bỏ lại sau khi họ rút lui khỏi Dunkirk. Mặc dù đây không phải là việc tuyên chiến của chính phủ Mỹ nhưng Đạo luật Lend-Lease có thể được xem như bằng chứng cho thấy chính phủ Mỹ có thái độ đồng tình với phe đồng minh. Tuy nhiên đây không phải là thái độ của công chúng Mỹ.
Vào năm 1941 Hoa Kỳ ngày một gia tăng tham dự trong cuộc chiến mặc dù trên danh nghĩa vẫn là trung lập. Tháng tư năm 1941 Tổng thống Roosevelt nới rộng vùng an ninh liên Mỹ về phía đông xa tận đến Iceland. Các lực lượng Anh đã chiếm được Iceland khi Đan Mạch rơi vào tay Đức năm 1940; Hoa Kỳ bị thuyết phục cung cấp lực lượng của mình để giúp lực lượng Anh trên hòn đảo này. Các chiến hạm của Mỹ bắt đầu hộ tống các đoàn tàu của đồng minh trong Tây Đại Tây Dương xa đến tận Iceland, và đụng độ với tàu ngầm Đức (U-boat).
Lần đầu tiên người Mỹ chạm trán quân sự kể từ sau ngày 1 tháng 9 năm 1939 là vào ngày 10 tháng 4 năm 1941 khi khu trục hạm USS Niblack tấn công một tàu ngầm của Đức khi nó đánh chìm một tàu chở hàng của Hà Lan. Chiếc Niblack đến cứu vớt những người còn sống sót từ chiếc tàu hàng thì nó phát hiện ra rằng chiếc tàu ngầm của Đức đang chuẩn bị tấn công nó. Chiếc Niblack dùng thủy lôi tấn công và xua đuổi chiếc tàu ngầm. Không có thương vong nào trên chiếc Niblack hay tàu ngầm.
Tháng 6 năm 1941 Hoa Kỳ nhận thấy rằng khu nhiệt đới của Đại Tây Dương càng trở nên nguy hiểm cho cả các tàu thương mại Mỹ không được hộ tống. Ngày 21 tháng 5, chiếc SS Robin Moor, một tàu Mỹ không có chở hàng quân sự, bị tàu ngầm Đức chặn lại khoảng 750 dặm (1.210 km) ở phía tây Freetown của Sierra Leone. Sau khi hành khách và thủy thủ đoàn được phép 30 phút lên xuồng cấp cứu, chiếc tàu ngầm U-69 dùng thủy lôi đánh chìm tàu Mỹ. Những người sống sót trôi dạt theo xuồng cấp cứu và không được phát hiện đến 18 ngày sau đó.
Người ta cho rằng thương vong do chiếc tàu ngầm U-568 gây ra cho khu trục hạm USS Kearny ngày 17 tháng 10 năm 1941 hay việc khu trục hạm USS Reuben James bị U-552 đánh chìm ngày 31 tháng 10 năm 1941 có lẽ được xem là những thiệt hại đầu tiên của Mỹ trong Chiến tranh thế giới thứ hai.

## Vụ tấn công Trân Châu Cảng

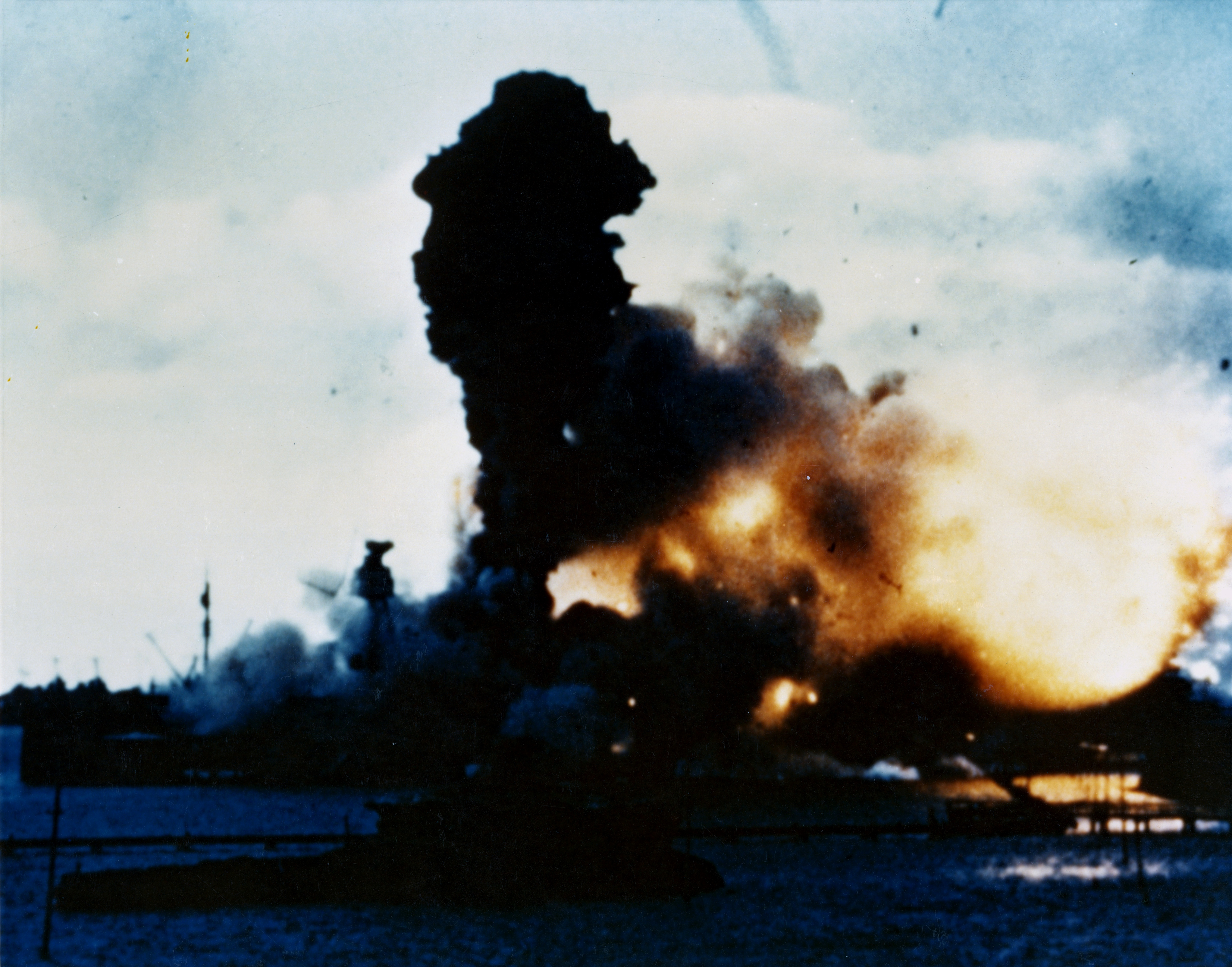
Chiếc thiết giáp hạm USS Arizona nổ tung tại Trân Châu Cảng.

Vì những hành động quân sự của Nhật tại Đông Dương thuộc Pháp và Trung Hoa nên Hoa Kỳ đã áp đặt vô số lệnh trừng phạt trong đó có việc cấm vận kim loại phế thải và dầu hỏa. Sự cấm vận dầu hỏa đưa đến đe dọa là làm cho bộ máy quân sự của Nhật Bản sớm ngày ngừng hoạt động. Vì sợ cạn kiệt nguồn nguyên liệu và rằng chiến tranh với Hoa Kỳ là điều tất yếu nên Nhật Bản quyết định hành động chống Hạm đội Thái Bình Dương của Hoa Kỳ có tổng hành dinh ở Trân Châu Cảng. Từ nhiều tháng trước đó, Tổng thống Roosevelt đã thuyên chuyển hạm đội từ thành phố San Diego đến đó để tạo một sự răng đe đối với bất cứ hành động tấn công nào của Nhật Bản. Ngay sau khi các cuộc thương thuyết tại Washington bế tắc thì Nhật Bản mở cuộc tấn công chớp nhoáng toàn lực vào Trân Châu Cảng vào sáng ngày 7 tháng 12 năm 1941. Mặc dù cuộc tấn công đã thành công đánh chìm và làm hư hại nhiều thiết giáp hạm nhưng các hàng không mẫu hạm của Hoa Kỳ không có ở đó nên Hoa Kỳ vẫn bảo toàn được khả năng phát động tấn công.

## Mặt trận Thái Bình Dương
Sau vụ tấn công Trân Châu Cảng, Tổng thống Roosevelt chính thức yêu cầu Quốc hội Hoa Kỳ tuyên chiến với Nhật Bản trước một cuộc họp lưỡng viện quốc hội vào ngày 8 tháng 12 năm 1941. Quốc hội thông qua quyết định tuyên chiến với chỉ một phiếu chống tại cả hai viện lập pháp.

### Trận Philippines
Một ngày sau khi tấn công Trân Châu Cảng, Nhật Bản mở một cuộc tấn công đánh chiếm Philippines do Hoa Kỳ chiếm đóng. Phần lớn lực lượng không quân Viễn Đông của Hoa Kỳ bị Nhật Bản phá hủy trên mặt đất. Chẳng bao lâu sau đó, toàn bộ lực lượng Philippine và Hoa Kỳ phải rút lui vào bán đảo cô lập Bataan. Tướng Douglas MacArthur, tư lệnh lực lượng đồng minh tại Philippines, được lệnh của Tổng thống Roosevelt di tản khỏi Philippine. Cuối cùng MacArthur di tản vào tháng 3 năm 1942 bằng cách tháo chạy sang Úc là nơi ông chỉ huy cuộc phòng vệ hòn đảo này. Câu nói nổi tiếng của ông "I came out of Bataan and I shall return" (tôi ra đi từ Bataan và tôi sẽ trở lại) không thành hiện thực mãi cho đến năm 1944. Trước khi rời Philippine, MacArthur đã sắp đặt Trung tướng Jonathan M. Wainwright ở lại chỉ huy cuộc phòng vệ Philippines. Sau trận đánh dữ dội, Tướng Wainwright ra lệnh cho toàn bộ lực lượng Mỹ và Philippine đầu hàng Nhật Bản ngày 8 tháng 5 với hy vọng rằng họ sẽ được đối xử tử tế như những tù binh chiến tranh. Tuy nhiên không như ông nghĩ, họ bị tổn thất nặng trên Đường tử thần Bataan và các trại tù của Nhật Bản.

### Trận Đảo Wake
Cùng lúc tấn công vào Philippines, một liên đoàn oanh tạc cơ của Nhật Bản bay từ Quần đảo Marshall đã phá hủy nhiều khu trục cơ của Thủy quân lục chiến Hoa Kỳ trên mặt đất tại Đảo Wake để chuẩn bị cho cuộc xâm chiếm của Nhật Bản vào đảo này. Đợt đổ bộ đầu tiên là một thảm họa đối với Nhật Bản; các lực lượng dân sự và Thủy quân lục chiến Hoa Kỳ tuy ít người và hỏa lực yếu hơn so với đối phương đã đẩy lui hạm đội Nhật với sự hỗ trợ của chỉ 4 khu trục cơ F4F Wildcat còn lại do các phi công của Thủy quân lục chiến Hoa Kỳ điểu khiển. Đợt tấn công thứ hai của quân Nhật thành công hơn; lực lượng ít hơn của Mỹ bị buộc phải đầu hàng sau khi đồ tiếp liệu và đạn dược cạn kiệt.

### Chiến dịch Đông Ấn thuộc Hà Lan
Sau những thành công ban đầu, người Nhật tiến về Đông Ấn thuộc Hà Lan để chiếm các nguồn trử dầu hỏa giàu có. Để phối hợp đối phó với quân Nhật, các lực lượng của Mỹ, Úc, Hà Lan và Vương quốc Anh kết hợp tất cả các lực bộ binh và hải quân sẵn có dưới quyền của một Bộ tư lệnh chung, gọi tắt là ABDACOM hay ABDA ngày 15 tháng 1 năm 1942. Hạm đội của ABDACOM, thua sút về số lượng so với hạm đội của Nhật Bản và không có không yểm, bị bại trận chẳng bao lâu sau một vài trận hải chiến quanh Đảo Java. Các lực lượng bộ binh bị vây hãm sau đó cũng bị bại trận đưa đến việc Indonesia bị Nhật chiếm đóng cho đến hết chiến tranh. Sau sự kiện bại trận thảm hại này, Bộ tư lệnh chung ABDA lại bị giải tán.

### Chiến dịch Tân Guinea và Quần đảo Solomon
Sau những vụ tấn công thắng lợi nhanh chóng, người Nhật khởi sự Chiến dịch Quần đảo Solomon từ căn cứ chính mới chiếm được trên Rabaul vào tháng 1 năm 1942. Nhật Bản đánh chiếm một số hòn đảo trong đó có Tulagi và Guadalcanal trước khi họ bị chặn lại bởi một số sự kiện dẫn đến Chiến dịch Guadalcanal. Chiến dịch này cũng hội tụ vào Chiến dịch New Guinea.

### Trận Biển San Hô
Tháng 5 năm 1942, hạm đội Hoa Kỳ đụng trận với hạm đội Nhật Bản trong trận hải chiến đầu tiên trong lịch sử mà trong đó không có hạm đội nào bắn trực diện vào hạm đội đối phương và cũng không có chiến hạm nào của cả hai hạm đội thấy mặt nhau. Đây là lần đầu tiên các hàng không mẫu hạm được sử dụng tác chiến. Mặc dù không mang tính quyết định nhưng dẫu sao cũng là một bước ngoặt vì các tư lệnh Mỹ đã học được các chiến thuật mà sẽ được vận dụng sau này trong cuộc chiến.

### Trận Quần đảo Aleut
Trận Quần đảo Aleut là trận chiến cuối cùng giữa các quốc gia có chủ quyền đánh nhau trên đất Mỹ. Vì đây là một phần trong dự tính đa dạng cho Trận Midway nên Nhật Bản chiếm giữ hai trong số các đảo thuộc Quần đảo Aleut. Hy vọng của Nhật là các lực lượng hải quân mạnh của Mỹ sẽ bị dụ ra khỏi đảo Midway để tạo điều kiện cho Nhật chiến thắng ở đó. Vì tín hiệu thông tin của Nhật bị giải mã nên các lực lượng Mỹ chỉ đánh đuổi quân Nhật ra khỏi hai đảo này sau khi chiến thắng tại Midway.

### Trận Midway

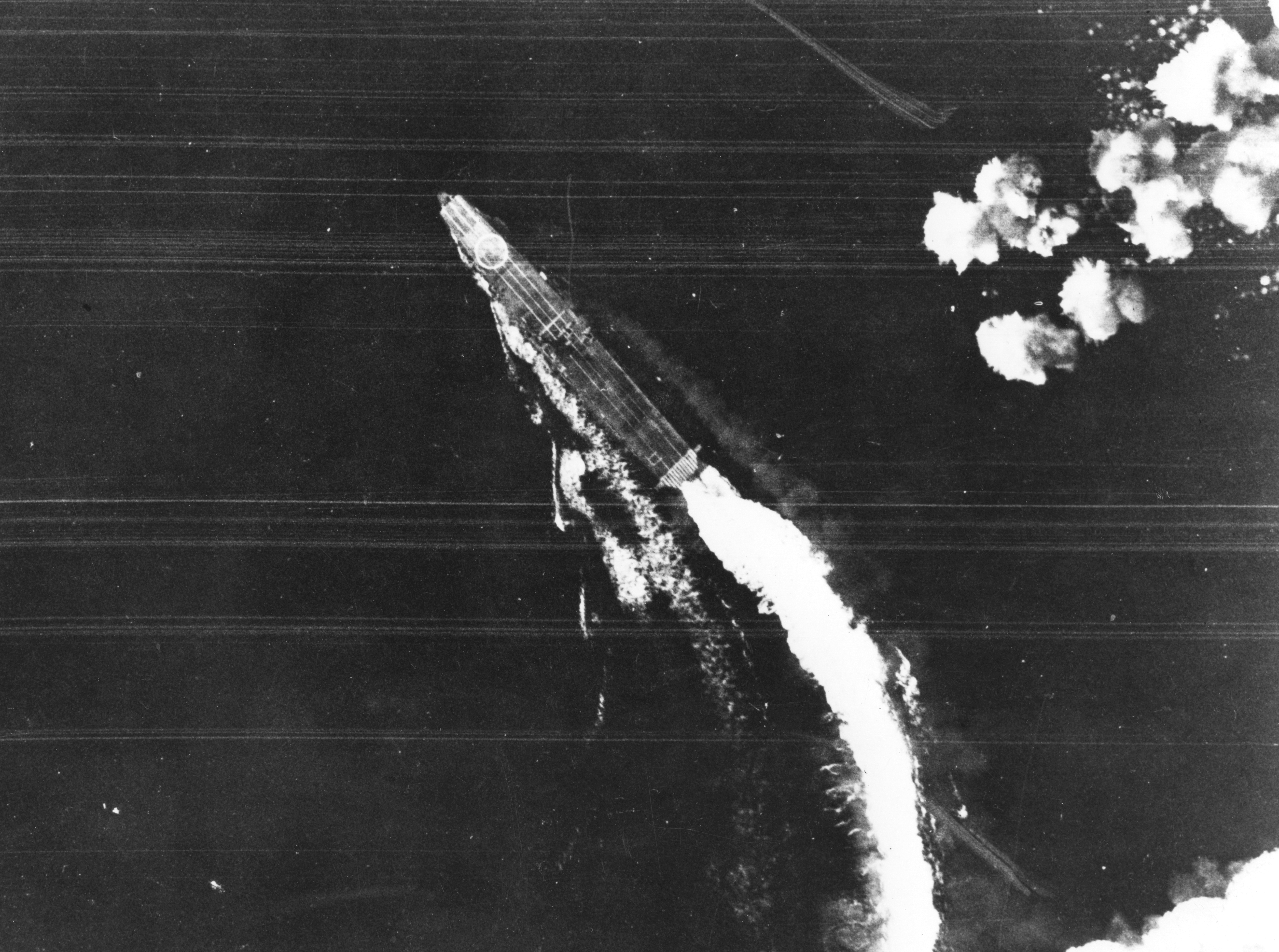
Hàng không mẫu hạm Nhật Bản Hiryu đang bị tấn công trong trận Midway

Vì đã học được những bài học quan trọng trong trận biển Coral nên Hoa Kỳ đã chuẩn bị khi Hải quân Đế quốc Nhật Bản dưới quyền tư lệnh của Đô đốc Isoroku Yamamoto mở một cuộc tấn công nhằm tiêu diệt Hạm đội Thái Bình Dương của Hoa Kỳ tại Đảo Midway. Nhật Bản hy vọng làm người Mỹ bể mặt sau cuộc đột kích Doolittle của Mỹ vào Tokyo làm họ mất mặt. Đảo Midway là một hòn đảo chiến lược mà cả hai bên đều muốn dùng làm một căn cứ không quân. Yamamoto hy vọng đạt được một sự bất ngờ hoàn toàn và chiếm được hòn đảo nhanh chóng theo sau đó là một trận hải chiến bằng hàng không mẫu hạm có tính quyết định mà ông ta hy vọng có thể tiêu diệt hạm đội hàng không mẫu hạm của Mỹ. Trước khi trận chiến bắt đầu, thông tin tình báo của Mỹ đã giải mã được kế hoạch của ông và vì thế đã giúp cho Đô đốc Chester Nimitz thảo ra kế hoạch phòng vệ hữu hiệu chống hạm đội Nhật. Trận chiến bắt đầu vào ngày 4 tháng 6 năm 1942. Vào lúc kết thúc, Nhật Bản mất 4 hàng không mẫu hạm so với Mỹ chỉ mất 1 chiếc. Trận Midway là bước ngoặt trong cuộc chiến tại Thái Bình Dương vì Hoa Kỳ đã chiếm được thế thượng phong và giành quyền chủ động tấn công trong suốt khoảng thời gian còn lại của cuộc chiến.

### Chiến thuật "nhảy đảo"
Sau chiến thắng vang dội ở Midway, Hoa Kỳ bắt đầu một cuộc tấn công lớn trên bộ. Đồng minh nãy sinh ra một chiến thuật mới được biết đến là "Island hopping" (tạm dịch là nhảy đảo). Trong chiến thuật này đồng minh bỏ qua các đảo mà Nhật Bản phòng thủ chặt chẽ. Thay vào đó đồng minh tập trung lực lượng có giới hạn của mình tấn công vào các đảo được phòng thủ yếu nhưng có giá trị về mặt chiến lược, thí dụ như các đảo này có thể hỗ trợ cho việc tiến công vào các đảo chính trên đất Nhật. Vì không lực rất quan trọng cho bất cứ chiến dịch nào nên chỉ những hòn đảo nào có thể làm được đường băng thì đồng minh mới đưa vào mục tiêu tiến chiếm. Chiến sự trên các đảo trong mặt trận Thái Bình Dương thì rất tàn khóc vì người Mỹ đối mặt với kẻ thù dàn dặn chiến trận và ít bị bại trận trên bộ.

#### Guadalcanal
Bước chính đầu tiên của chiến dịch này là đồng minh đánh chiếm đảo Guadalcanal trong chuỗi Quần đảo Solomon từ tay Nhật. Thủy quân lục chiến thuộc Sư đoàn Thủy quân lục chiến số 1 Hoa Kỳ và binh sĩ thuộc quân đoàn XIV Lục quân Hoa Kỳ đổ bộ lên Guadalcanal gần Sông Tenaru ngày 7 tháng 8 năm 1942. Họ nhanh chóng chiếm Sân bay Henderson, và chuẩn bị phòng vệ. Trong trận chiến mà sau đó được biết đến là Trận Đỉnh núi máu, quân Hoa Kỳ giữ vững vị trí sau từng đợi từng đợt phản công của Nhật trước khi đánh tan tàn quân còn lại của Nhật. Sau 6 tháng chiến đấu, hòn đảo lọt vào tay của đồng minh ngày 8 tháng 2 năm 1943.

#### Tarawa

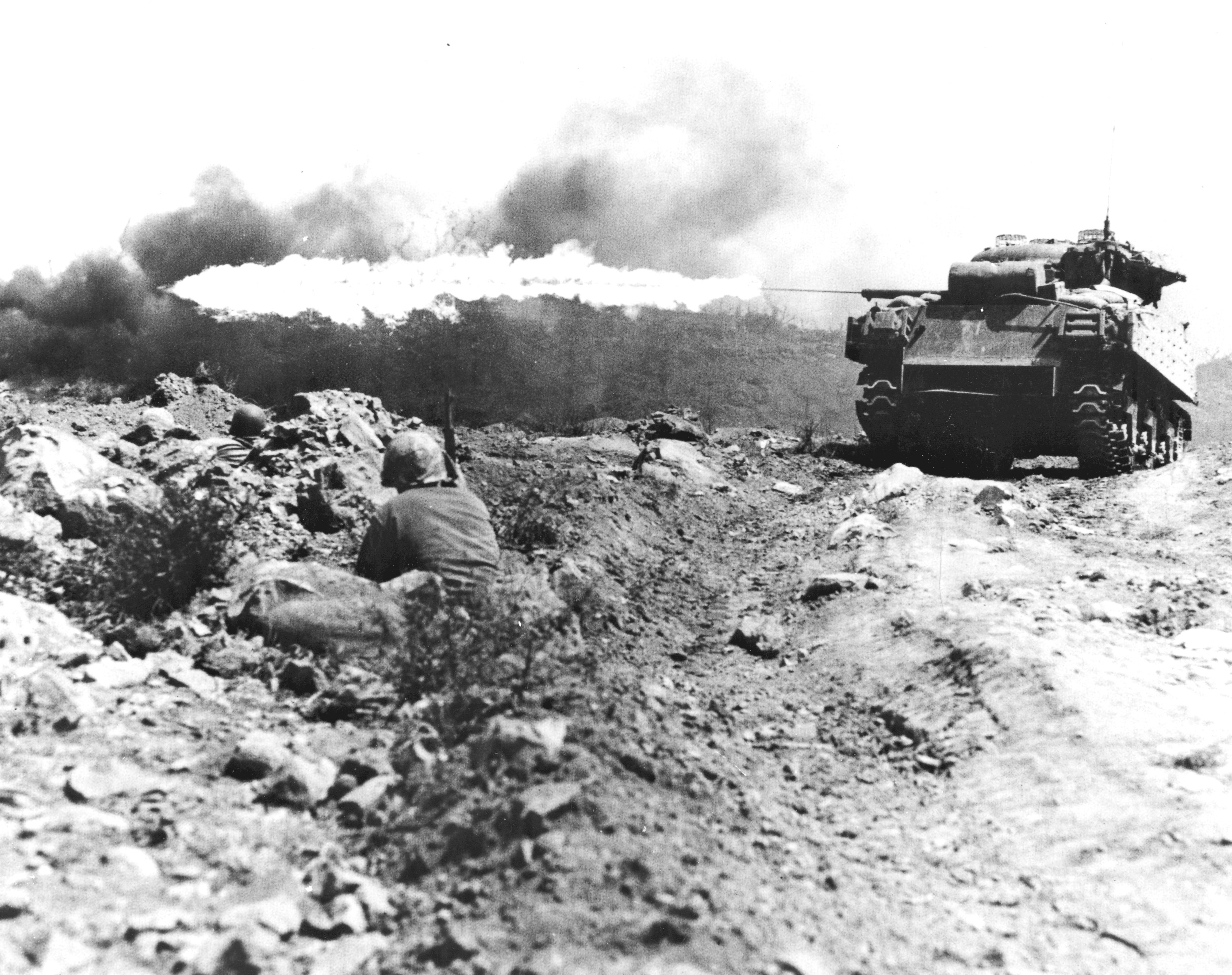
Một xe tăng M4 Sherman được trang bị với súng phóng hỏa đang thổi lửa vào công sự của Nhật.

Guadalcanal đã chứng tỏ cho người Mỹ thấy rằng người Nhật sẽ chiến đấu đến chết. Sau trận chiến ác liệt mà cả hai phía đều có binh sĩ bị bắt sống, Hoa Kỳ và đồng minh tiếp tục hối hả tiến công. Các cuộc đổ bộ lên Tarawa của lực lượng Hoa Kỳ ngày 20 tháng 11 năm 1943 bị quân Nhật chặn đứng khi có nhiều xe thiết giáp của Hoa Kỳ bị đánh chìm, hư hỏng hay bị ngập nước không còn sử dụng được trong lúc cố phá vỡ phòng tuyến của Nhật Bản. Sau cùng thì người Mỹ cũng có thể đổ bộ được một số lượng hạn chế các xe tăng và lái vào đất liền. Sau mấy ngày giao tranh, đồng minh chiếm được Tarawa vào ngày 23 tháng 11. Trong số 2,600 binh sĩ Nhật ban đầu, chỉ còn 17 người sống sót.

#### Các chiến dịch trong Trung Thái Bình Dương
Để chuẩn bị tái chiếm Philippines, đồng minh bắt đầu mở Chiến dịch Quần đảo Gilbert và Marshall để tái chiếm Gilbert và Quần đảo Marshall từ tay Nhật vào mùa hè năm 1943. Sau thành công này, đồng minh tiếp tục tiến công và tái chiếm Quần đảo Mariana và Palau trong mùa hè năm 1944.

#### Tái chiếm Philippines
Tướng MacArthur thực hiện lời hứa quay trở lại Philippines bằng cuộc đổ bộ lên Leyte ngày 20 tháng 10 năm 1944. Đồng minh tái chiếm Philippines xảy ra từ năm 1944 đến 1945 bao gồm các trận Leyte, Vịnh Leyte, Luzon, và Mindanao.

#### Iwo Jima
Trận Iwo Jima và các đường băng trọng yếu ở đó là một bãi chiến trường tiếp theo. Quân Nhật đã học được bài học thất bại từ Trận Saipan và vì thế họ đã chuẩn bị rất nhiều vị trí phòng thủ kiên cố trên đảo trong đó gồm có các hầm trú ẩn và giao thông hào dưới lòng đất. Cuộc tấn công của Mỹ bắt đầu vào ngày 19 tháng 2 năm 1945. Ban đầu quân Nhật chỉ chống cự yếu ớt để dụ quân Hoa Kỳ tập trung đông, tạo thành nhiều mục tiêu hơn trước khi quân Hoa Kỳ bị hỏa lực mạnh bắn vào từ núi Suribachi. Trận chiến kéo dài cả đêm cho đến khi ngọn đồi bị bao vây. Mặc dù quân Nhật bị ép vào rong một khu vực ngày càng thu hẹp dần nhưng họ vẫn chọn tử chiến đến cùng, chỉ còn lại 1.000 binh sĩ trong con số 21.000 binh sĩ ban đầu. Đồng minh cũng thiệt hại 7.000 quân nhưng họ lần nữa lại chiến thắng và tiến đến đỉnh Núi Suribachi vào ngày 23 tháng 2. Chính trên đỉnh núi này 5 binh sĩ Thủy quân lục chiến Hoa Kỳ và một quân y Hải quân Hoa Kỳ đã cắm lá cờ Mỹ nổi tiếng trên đỉnh núi.

#### Okinawa
Okinawa trở thành trận đánh lớn cuối cùng trong mặt trận Thái Bình Dương và Chiến tranh thế giới thứ hai. Hòn đảo phải trở thành nơi xuất phát cho chiến dịch xâm chiếm Nhật Bản sau đó vì nó chỉ cách đất liền Nhật Bản khoảng 350 dặm Anh (550 km) về phía nam. Thủy quân lục chiến và bộ binh đổ bộ lên đảo mà không gặp phải sự chống cự nào ngày 1 tháng 4 năm 1945 để bắt đầu một chiến dịch kéo dài 82 ngày. Chiến dịch này đã trở thành trận chiến kết hợp hải bộ không quân lớn nhất trong lịch sử và được xem là trận chiến tàn khóc và có con số thiệt hại nhân mạng dân sự cao với trên 150.000 cư dân Okinawa thiệt mạng. Các phi công kamikaze của Nhật đã gây tổn thất lớn nhất về số lượng tàu chiến trong lịch sử Hải quân Hoa Kỳ với khoảng 38 chiếc bị đánh đắm và 368 khác bị hư hại. Tổng cộng Hoa Kỳ bị tổn thất trên 12.500 người chết và 38.000 người bị thương trong khi đó Nhật tổn thất trên 110.000 binh sĩ. Trận đánh ác liệt trên Đảo Okinawa được cho là đã đóng một phần vai trò trong quyết định sử dụng bom nguyên tử của Tổng thống Truman thay vì phải thực hiện một cuộc xâm chiếm Nhật Bản.

### Hiroshima và Nagasaki
Khi chiến thắng của Hoa Kỳ từ từ hiện rõ thì thiệt hại nhân mạng cũng ngày càng nhiều. Bộ tư lệnh cấp cao của Hoa Kỳ sợ rằng một cuộc xâm chiếm đất liền Nhật Bản sẽ dẫn đến thương vong lớn về phần đồng minh khi các con số ước đoán thương vong cho chiến dịch được hoạch định có tên là Chiến dịch Downfall lộ ra. Tổng thống Harry Truman ra lệnh ném bom nguyên tử lên thành phố Hiroshima ngày 6 tháng 8 năm 1945 với hy vọng rằng sự tàn phá thành phố này sẽ giải quyết được Nhật Bản và kết thúc chiến tranh. Một quả bom thứ hai được ném xuống Nagasaki ngày 9 tháng 8 sau khi nhận thấy rằng bộ tư lệnh cấp cao của Nhật Bản không có ý đầu hàng. Khoảng 140.000 người chết tại thành phố Hiroshima vì quả bom nguyên tử và hiệu ứng sau đó của nó cho đến cuối năm 1945. Tại thành phố Nagasaki, có khoảng 74.000 người chết. Trong cả hai trường hợp số người chết đa số là dân chúng.
Ngày 15 tháng 8 năm 1945, hay Ngày chiến thắng Nhật Bản, đánh dấu ngày kết thúc chiến tranh giữa Hoa Kỳ và Đế quốc Nhật Bản. Vì Nhật Bản là quốc gia cuối cùng trong Khối Trục nên Ngày chiến thắng Nhật Bản cũng đánh dấu ngày kết thúc Chiến tranh thế giới thứ hai.

### Mặt trận nhỏ của Mỹ
Hoa Kỳ góp một số lực lượng vào mặt trận Trung Hoa, Miến Điện, Ấn Độ, thí dụ như một phi đoàn không lực tình nguyện (sau đó được hợp nhất vào Không lực Lục quân), và một đơn vị bộ binh có tên là Merrill's Marauders. Hoa Kỳ cũng có đặc phái một cố vấn làm việc với Tưởng Giới Thạch, Joseph Stillwell.

## Mặt trận châu Âu và Bắc Phi
Ngày 11 tháng 12 năm 1941, Adolf Hitler và Đức Quốc xã tuyên chiến với Hoa Kỳ cùng ngày Hoa Kỳ tuyên chiến với Đức và Ý.

### Chiến lược châu Âu trước tiên

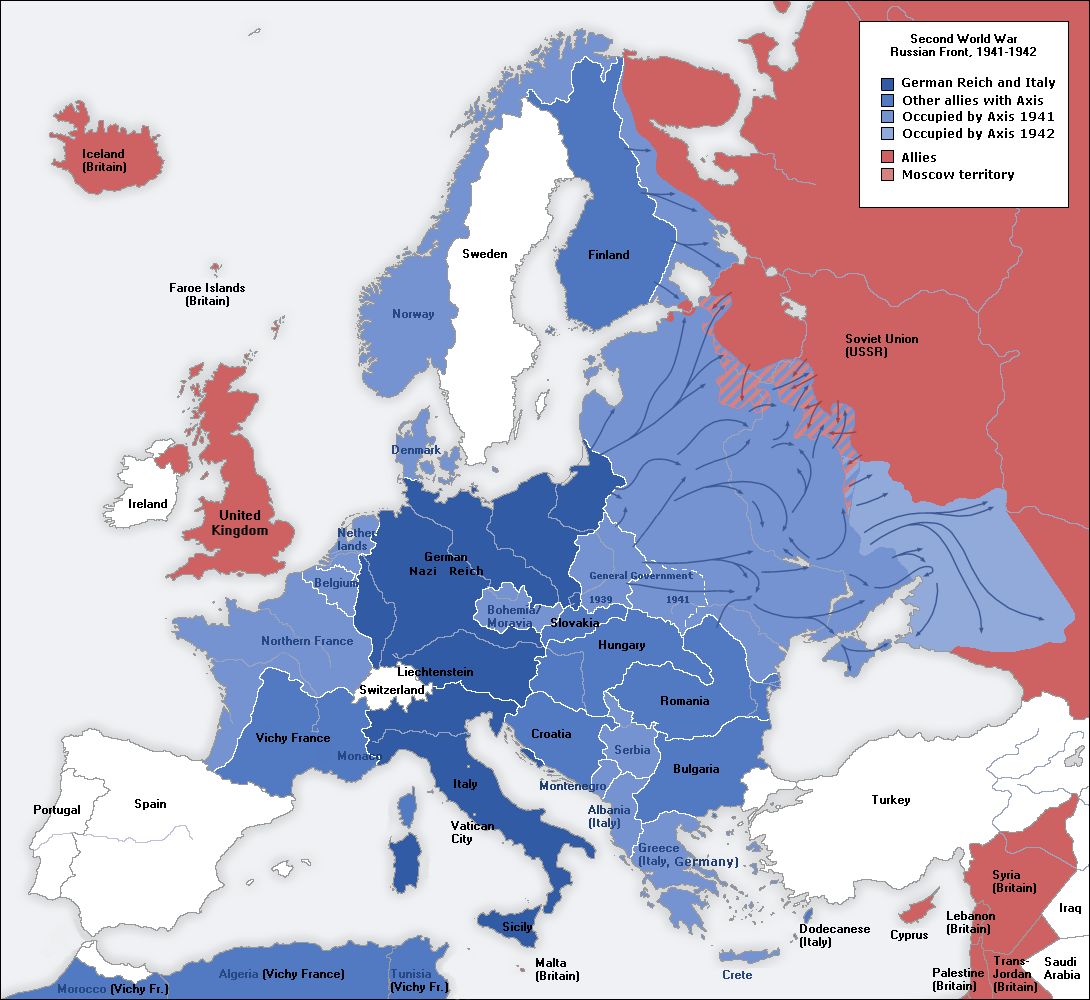
Đức Quốc xã thôn tính các nước.

Chiến lược lớn được đồng minh lập ra là đánh bại Đức Quốc xã và đồng minh của Đức tại châu Âu trước và rồi sau đó sẽ chuyển hướng chống Nhật Bản tại Thái Bình Dương. Lý do là vì các thủ đô của đồng minh là London và Moskva có thể bị đe dọa trực tiếp từ Đức nhưng không có một thủ đô chính nào của đồng minh bị Nhật Bản đe dọa.

### Chiến dịch Torch
Hoa Kỳ nhảy vào cuộc chiến ở phía tây bằng Chiến dịch Torch ngày 8 tháng 11 năm 1942 sau khi đồng minh Liên Xô của họ mở một mặt trận thứ hai chống Đức ở chiến trường phía Đông. Tướng Dwight Eisenhower chỉ huy cuộc tấn công vào Bắc Phi và Trung tướng George Patton đánh vào Casablanca.

### Chiến thắng của đồng minh tại Bắc Phi
Hoa Kỳ không nhập cuộc một cách suôn sẻ khi đối đầu với Đức Quốc xã. Đầu năm 1943, Lục quân Hoa Kỳ chịu đựng một cuộc bại trận gần như là thảm hại tại Trận Đèo Kasserine vào tháng 2. Ban lãnh đạo cao cấp của đồng minh là những người bị quy cho trách nhiệm đối với cuộc thảm bại này vì có sự bất hòa nội bộ giữa tướng Mỹ là Lloyd Fredendall và tướng Anh dẫn đến sự bất tín nhiệm và ít thông tin qua lại giữa hai phía làm cho việc khai triển thiếu hụt binh sĩ. Tuy nhiên cuộc bại trận này có thể được xem là bước ngoặt chính vì Tướng Eisenhower thay thế Fredendall cùng với Tướng Patton.
Dần dần đồng minh chặn đứng được cuộc tiến công của Đức tại Tunisia và đến tháng 3 thì phản công. Đến giữa tháng tư, dưới quyền tư lệnh của tướng Anh là Bernard Montgomery, các lực lượng đồng minh tấn công phòng tuyến Mareth và phá vỡ phòng tuyến của phe Trục tại Bắc Âu. Ngày 13 tháng 4 năm 1943, lực lượng của phe Trục tại Bắc Phi đầu hàng, để lại 275.000 binh sĩ. Đồng minh tập trung lực lượng quay sang Sicilia và Ý.

### Xâm chiếm Sicilia và Ý
Bật đá đầu tiên của đồng minh giải phóng châu Âu là, theo lời của Thủ tướng Anh Winston Churchill, "bụng dưới yếu ớt" của châu Âu nằm trên đảo Sicilia của Ý. Chiến dịch Husky vào thời điểm đó, được mở ngày 9 tháng 7 năm 1943, là chiến dịch đổ bộ lớn nhất chưa từng có trước đó. Chiến dịch thành công vào ngày 17 tháng 8 và đồng minh chiếm được quyền kiểm soát hòn đảo.
Sau khi chiến thắng của đồng minh tại Sicilia, thái độ của công chúng Ý bắt đầu chuyển đổi sang chống chiến tranh và chống lãnh tụ độc tài Ý là Benito Mussolini. Trong lúc Mussolini bị đảo chính thì đồng minh nhanh chóng tiến đánh Ý với hy vọng sự phản kháng của Ý yếu ớt. Các lực lượng đầu tiên của Mỹ đổ bộ lên bán đảo Ý vào tháng 9 năm 1943, và Ý đầu hàng ngày 8 tháng 9. Tuy nhiên lực lượng Đức tại Ý đã chuẩn bị sẵn sàng và giữ các vị trí phòng thủ. Khi mùa đông đến, đồng minh dần dần tạo được những bước tiến đáng kể chống lại phòng tuyến được phòng thủ chặt chẽ của Đức cho đến khi chiến thắng tại Monte Cassino. Rome rơi vào tay đồng minh ngày 4 tháng 6 năm 1944.

### Ném bom chiến lược
Vô số các đợt ném bom của Hoa Kỳ được thực hiện nhắm vào trái tim công nghiệp của Đức. Hoa Kỳ sử dụng loại oanh tạc cơ bay cao B-17 và thực hiện các đợt ném bom vào ban ngày với chủ đích là đánh chính xác mục tiêu. Vì không có đủ khu trục cơ bảo vệ nên các oanh tạc cơ phải bay trong đội hình dày đặc hình hộp để mỗi oanh tạc cơ có thể dùng hỏa lực súng máy bảo vệ từng khoảng không xung quanh. Tuy nhiên đội hình dày đặc khiến cho khó tránh được lưới lửa từ các khu trục cơ của Không quân Đức nên thương vong đối với các phi công và nhân sự phi hành của Mỹ là rất cao. Việc đưa vào sử dụng loại phi cơ đáng nể P-51 Mustang, là loại phi cơ có thể chứa đủ xăng để thực hiện chuyến bay hai chiều đến Đức, đã giúp giảm thiểu tổn thất sau đó trong cuộc chiến.

### Chiến dịch Overlord
Mặt trận thứ hai tại châu Âu mà Liên Xô đã từng thúc ép cuối cùng cũng được mở vào ngày 6 tháng 6 năm 1944 khi phe Đồng minh tấn công bờ thành phòng thủ kiên cố của Đức mà được biết đến với cái tên Bờ thành Đại Tây Dương. Tư lệnh tối cao đồng minh, Tướng Dwight D. Eisenhower trì hoãn cuộc tấn công này vì thời tiết xấu nhưng cuối cùng thì cuộc tấn công đổ bộ lớn nhất trong lịch sử bắt đầu.
Sau các đợt ném bom kéo dài của Không lực Lục quân Hoa Kỳ trên bờ biển của Pháp, 225 binh sĩ Biệt kích Lục quân Hoa Kỳ trèo lên vách đá tại Pointe du Hoc dưới hỏa lực dữ dội của kẻ thù và phá hủy các ụ súng của Đức mà có thể là mối đe dọa đối với các cuộc đổ bộ từ biển vào.
Cũng trước khi có cuộc tấn công đổ bộ lớn, Sư đoàn Không vận 82 và Sư đoàn Không vận 101 được thả xuống phía sau các bãi biển ở phía bên trong nước Pháp bị Đức chiếm đóng nhằm bảo vệ các cuộc đổ bộ sắp tới. Nhiều binh sĩ dù đã không được thả ngay đúng vị trí đã định và bị phân tán khắp nơi trong vùng Normandy.
Khi các binh sĩ dù đánh mở đường qua các hàng rào cây bụi thì cuộc đổ bộ chính từ biển vào cũng bắt đầu. Lực lượng Mỹ tiến vào bờ tại các bãi biển có mật danh 'Omaha' và 'Utah'. Các xuồng đổ bộ hướng vào bãi biển Utah cũng như nhiều đơn vị khác bị lạc hướng và vào đến bờ cách mục tiêu khoảng 2 cây số. Sư đoàn Bộ binh số 4 Hoa Kỳ gặp sự chống trả yếu ớt trong suốt thời gian đổ bộ và đến trưa thì hợp mặt với các binh sĩ dù đang đánh mở đường về phía bờ biển.
Tuy nhiên, tại bãi biển Omaha, quân Đức đã chuẩn bị trước với các bãi mìn, các trụ sắt có nhiều tua Czech hedgehog và hệ thống khung sắt Belgian Gate chống tăng vì họ đã lường trước được cuộc tiến công của đồng minh ở đây. Trước cuộc đổ bộ, Sư đoàn 714 ít kinh nghiệm của Đức được giao nhiệm vụ phòng thủ bờ biển này. Tuy nhiên, Sư đoàn 352 giàu kinh nghiệm và được huấn luyện cao đã di chuyển đến đây vài ngày trước cuộc đổ bộ. Kết quả là các binh sĩ thuộc Sư đoàn Bộ binh số 29 và Sư đoàn Bộ binh số 1 của Hoa Kỳ bị rơi vào hỏa lực mạnh của kẻ thù ngay sau khi họ rời các xuồng đổ bộ. Trong một vài trường hợp, toàn bộ xuồng đổ bộ với đầy binh sĩ Mỹ bị quân phòng vệ Đức trên vị trí tốt bắn nát. Khi thiệt hại nhân mạng lên cao, các binh sĩ Mỹ tự hợp tạo thành các đơn vị tùy cơ ứng biến và tiến lên phía bên trong đất liền.
Các đơn vị nhỏ lúc này đánh mở đường qua các bãi mìn nằm giữa các công sự súng máy của Đức. Sau khi vượt qua, họ liền tấn công các công sự này từ phía sau để mở đường cho nhiều binh sĩ khác từ biển tiến vào bờ an toàn.
Vào cuối ngày, Hoa Kỳ tổn thất trên 6.000 binh sĩ trong đó có cả chết và bị thương.

### Chiến dịch Rắn đuôi chuông
Sau cuộc tấn công đổ bộ, các lực lượng đồng minh vẫn bị cầm chân tại Normandy trong một khoảng thời gian, tiến quân rất chậm so với dự tính vì các trận cận chiến bộ binh trong vùng có rất nhiều bờ rào cây bụi. Tuy nhiên, với Chiến dịch Rắn đuôi chuông (Cobra) mở ngày 24 tháng 7 năm với đa số binh sĩ là người Mỹ, quân Đồng minh thành công phá vỡ phòng tuyến của Đức và tràn khắp nước Pháp bằng cách sư đoàn thiết giáp di chuyển nhanh. Sự kiện này dẫn đến một cuộc bại trận lớn của Đức với 400.000 quân bị bao vây tại thị trấn Falaise và Paris bị tái chiếm ngày 25 tháng 8.
Cùng thời gian với chiến thắng Normandie, một bộ phận quân đội Mỹ đã phối hợp với Tập đoàn quân số 1 (Pháp) thực hiện Chiến dịch Dragoon đổ bộ lên miền Nam Pháp. Cuộc đổ bộ này đạt được thắng lợi rất lớn, lực lượng Mỹ-Pháp nhanh chóng đánh chiếm bờ biển miền Nam Pháp, đập tan các đợt phản kích của Tập đoàn quân số 19 (Đức), sau đó giải phóng Marseilles, Toulon và Montélimar. Quân Đức bị thiệt hại hết sức nặng nề (gồm 7.000 người chết, 20.000 bị thương và khoảng 130.000 bị bắt), phải co cụm về chống giữ vùng núi Vosges.

### Chiến dịch Market Garden

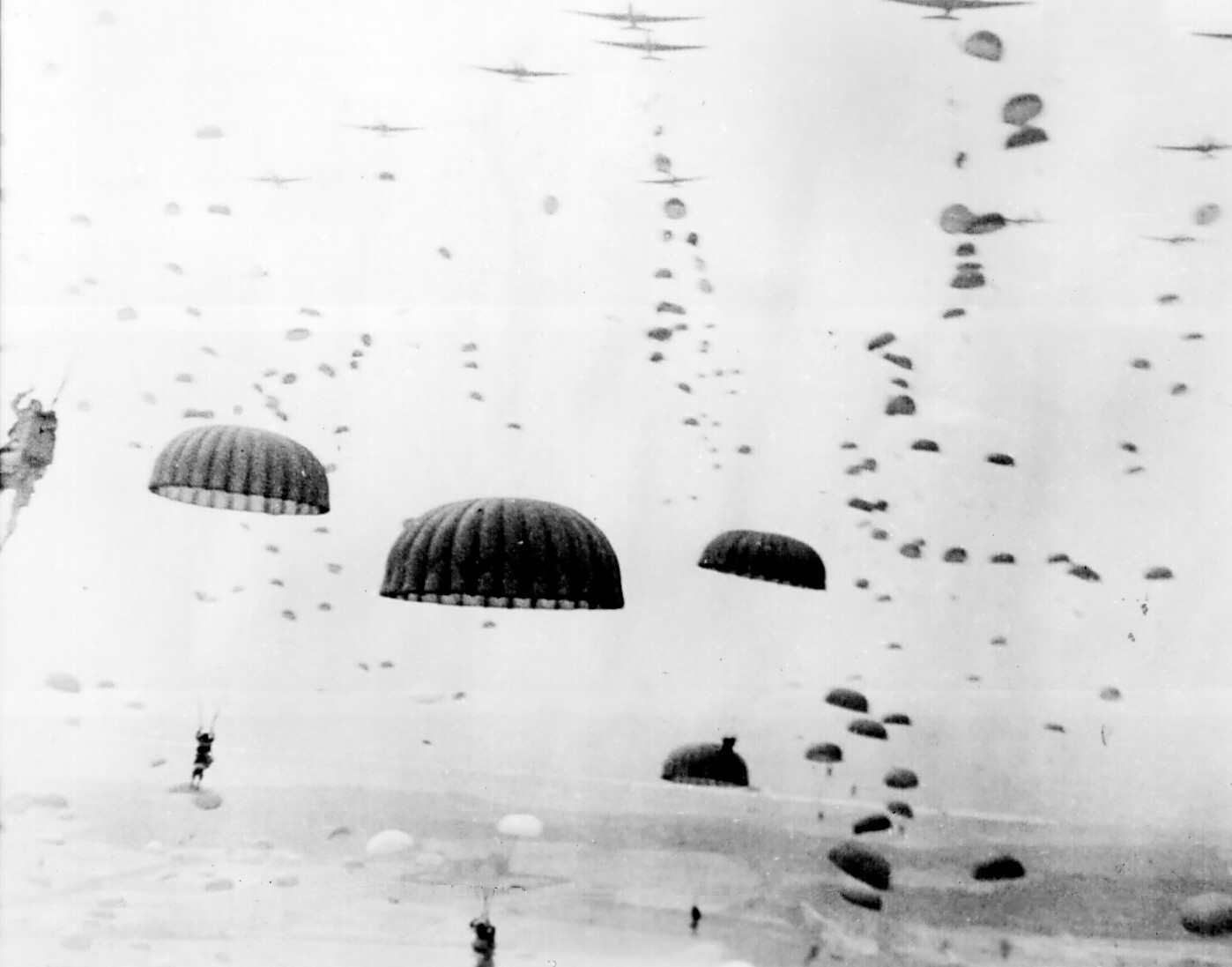
Binh sĩ dù được thả xuống Hà Lan.

Chiến dịch chính kế tiếp của đồng minh xảy ra vào ngày 17 tháng 9. Kế hoạch này là của Tướng Anh Bernard Montgomery và mục tiêu chính của nó là chiếm năm cây cầu chiến lược tại Hà Lan. Vì những thành công của họ tại Normandy nên Đồng minh lạc quan rằng một cuộc tấn công vào đất Hà Lan bị Đức chiếm đóng sẽ mở ra một con đường bên kia sông Rhine và dẫn vào bình nguyên phía bắc của Đức. Một thông lộ như thế sẽ tạo điều kiện cho lực lượng đồng minh đột phá về hướng bắc và tiến về Đan Mạch và sau đó là Berlin.
Kế hoạch này gồm có việc thả xuống hai sư đoàn dù vào ban ngày là Sư đoàn Không vận số 82 và Sư đoàn Không vận số 101 của Hoa Kỳ. Sư đoàn 101 có trách nhiệm chiếm các cây cầu ở Eindhoven và Sư đoàn 82 chiếm các cây cầu ở Grave và Nijmegen. Sau khi các cây cầu bị chiếm được thì các lực lượng bộ binh, được biết là Quân đoàn XXX hay "Garden", sẽ hành quân lên phía trên cùng một con đường và nhập cuộc với các binh sĩ dù.
Chiến dịch này thất bại vì Đồng minh đã không chiếm được cây cầu xa nhất về phía bắc tại Arnhem. Ở đó, Sư đoàn Không vận số 1 của Anh đã được thả xuống đó để chiếm giữ các cây cầu nhưng ngay sau khi chạm đất thì họ khám phá ra rằng một đơn vị SS Panzer giàu kinh nghiệm tác chiến của Đức đang đóng quân tại thị trấn. Các binh sĩ dù chỉ được trang bị nhẹ không có vũ khí chống tăng và nhanh chóng bị thất thế. Việc chậm trễ tăng cường viện binh cho các binh sĩ của Sư đoàn Không vận số 1 đang cố chiếm giữ cây cầu tại Arnhem như một phần kế hoạch giúp quân bình Cụm tập đoàn quân số 6 Hoa Kỳ cũng như Quân đoàn cơ giới XXX đồng nghĩa với việc quân Đức đã có thể phá hỏng toàn bộ chiến dịch này. Cuối cùng, bản chất đầy tham vọng của chiến dịch, cục diện chiến tranh hay biến đổi, và thiếu thông tin tình báo chính xác về phía đồng minh (cũng như việc phòng thủ gan dạ của quân Đức) có thể được coi là những hệ lụy thất bại chủ yếu của chiến dịch. Chiến dịch này cũng đánh dấu thời điểm cuối cùng cả hai sư đoàn dù của Hoa Kỳ là Sư đoàn Không vận 82 và Sư đoàn Không vận 101 không còn được thả xuống để chiến đấu trong cuộc chiến.

### Trận Ardennes

Cái "bulge" (chỗ u phồng) được tạo ra bởi cuộc tiến công của Đức.

Không thể tiến công về phía bắc vào Hà Lan nên Đồng minh tại Tây Âu bắt buộc phải tìm cách khác tiến vào Đức. Tuy nhiên vào tháng 12 năm 1944, quân Đức tung một cuộc tấn công quy mô lớn vào khu vực rừng Ardennes với hy vọng chọc thủng một lỗ phòng tuyến của đồng minh và chiếm giữ thành phố của Antwerp của Bỉ. Quân Đồng Minh do lo tấn công, quên phòng bị nên bị choáng ngợp và quân Đức đã khoét một lỗ hổng lớn vào phòng tuyến của Mỹ-Anh. Trong những giai đoạn ban đầu của cuộc tấn công, các tù binh Mỹ thuộc Tiểu đoàn Quan sát Trận tuyến Pháo binh số 285 bị hành quyết trong vụ thảm sát Malmedy bởi lực lượng SS và Fallschirmjäger của Đức.
Khi Đức tiến công về phía tây, Tướng Eisenhower ra lệnh cho Sư đoàn Không vận 101 và các đơn vị thuộc Sư đoàn Cơ giới số 10 Hoa Kỳ vào thị trấn Bastogne để chuẩn bị phòng vệ. Thị trấn nhanh chóng bị bao vây và bị cắt hết liên lạc với bên ngoài. Thời tiết mùa đông làm chậm trễ việc không yểm của đồng minh trong khi đó các binh sĩ phòng thủ bị bao vây bởi số lượng quân Đức đông hơn và đồ tiếp liệu của họ cạn dần. Khi bị quân Đức ra lệnh đầu hàng, Chuẩn tướng Anthony McAuliffe, quyền tư lệnh Sư đoàn 101 trả lời rằng "Đồ đầu đất!" đã góp phần vào việc phòng thủ gan lì của người Mỹ.
Ngày 19 tháng 12, tướng Patton nói với Eisenhower rằng ông có thể đưa quân của ông vào Bastogne trong vòng 48 tiếng đồng hồ. Patton lúc đó xoay chuyển quân của ông, vào lúc đó đang ở mặt trận tại Luxembourg, về phía bắc đánh chọc qua Bastogne. Lực lượng thiết giáp của Patton tiến công về phía bắc và đến ngày 26 tháng 12 thì có mặt tại Bastogne, kết thúc cuộc bao vây của quân Đức một cách hữu hiệu. Cho đến khi trận này kết thúc, con số binh sĩ Mỹ phục vụ trong trận này nhiều hơn bất cứ một cuộc đụng trận nào trong lịch sử Mỹ.
Đầu năm 1945, Đức huy động các Tập đoàn quân số 1, 19 mở Chiến dịch Nordwind đánh vào Tập đoàn quân số 7 (Mỹ) và Tập đoàn quân số 1 (Pháp) ở Alsace. Quân Đồng Minh mất một số địa bàn của Alsace và bị tổn thất nặng nề, nhưng ngăn được đà tiến công của địch vào thủ phủ Strasbourg. Sau đó liên quân Mỹ-Pháp chuyển sang phản công, tiêu diệt Tâpk đoàn quan số 19 (Đức) tại khu vực Colmar và giải phóng hoàn toàn nước Pháp.

### Cuộc đua về Berlin
Sau khi Đức bại trận tại Alsace và Ardennes, Đồng minh tiến công về sông Rhine và vào trung tâm nước Đức. Sau khi chiếm được cây cầu Ludendorff ở Remagen, Đồng minh vượt sông Rhine tháng 3 năm 1945. Quân Mỹ lúc đó thực hiện chiến thuật gọng kìm, đặt Lục quân số 9 Hoa Kỳ ở phía bắc và Lục quân số 1 Hoa Kỳ ở phía nam. Khi Đồng minh khép kín gọng kìm, 300.000 quân Đức bị bắt sống tại Ruhr. Quân Mỹ lại quay hướng sang phía đông và hội ngộ với quân Xô Viết tại sông Elbe vào tháng 4. Quân Đức tại Berlin đầu hàng quân Xô Viết ngày 2 tháng 5 năm 1945.
Chiến tranh tại châu Âu chính thức kết thúc trong Ngày Chiến thắng tại châu Âu, 8 tháng 5 năm 1945.

## Các kế hoạch tấn công vào Hoa Kỳ
Kế hoạch ném bom Hoa Kỳ có tên gọi Amerika Bomber

## Các lực lượng và đơn vị khác
- Không lực Cactus
- Lữ đoàn Devil (Lực lượng Đặc biệt số 1)
- Phi đoàn Eagle
- Phi Hổ (Hoa Kỳ)
- Biệt kích của Merrill
- Văn phòng Phục vụ Chiến lược
- Nhóm phi công Tuskegee

## Thời biểu

### Chiến tranh Thái Bình Dương
| Trận đánh                         | Chiến dịch                              | Bắt đầu              | Kết thúc             | Bên chiến thắng                                |
| --------------------------------- | --------------------------------------- | -------------------- | -------------------- | ---------------------------------------------- |
| Trận Trân Châu Cảng               |                                         | 7 tháng 12 năm 1941  | 7 tháng 12 năm 1941  | Nhật Bản                                       |
| Hoa Kỳ tuyên chiến với Nhật Bản   |                                         | 8 tháng 12 năm 1941  | 15 tháng 8 năm 1945  |                                                |
| Trận Guam                         |                                         | 8 tháng 12 năm 1941  | 8 tháng 12 năm 1941  | Nhật Bản                                       |
| Trận đảo Wake                     | Mặt trận Thái Bình Dương                | 8 tháng 12 năm 1941  | 23 tháng 12 năm 1941 | Nhật Bản                                       |
| Trận Philippines                  | Mặt trận Tây Nam Thái Bình Dương        | 8 tháng 12 năm 1941  | 8 tháng 5 năm 1942   | Nhật Bản                                       |
| Trận Balikpapan                   | Chiến dịch Đông Ấn thuộc Hà Lan         | 23 tháng 1 năm 1942  | 24 tháng 1 năm 1942  | Nhật Bản                                       |
| Trận Ambon                        | Chiến dịch Đông Ấn thuộc Hà Lan         | 30 tháng 1 năm 1942  | 3 tháng 2 năm 1942   | Nhật Bản                                       |
| Trận eo biển Makassar             | Chiến dịch Đông Ấn thuộc Hà Lan         | 4 tháng 2 năm 1942   | 4 tháng 2 năm 1942   | Nhật Bản                                       |
| Trận eo biển Badung               | Chiến dịch Đông Ấn thuộc Hà Lan         | 18 tháng 2 năm 1942  | 19 tháng 2 năm 1942  | Nhật Bản                                       |
| Trận Timor                        | Chiến dịch Đông Ấn thuộc Hà Lan         | 19 tháng 2 năm 1942  | 10 tháng 2 năm 1943  | Nhật Bản (chiến thuật); Đồng Minh (chiến lược) |
| Trận chiến biển Java              | Chiến dịch Đông Ấn thuộc Hà Lan         | 27 tháng 2 năm 1942  | 1 tháng 3 năm 1942   | Nhật Bản                                       |
| Trận eo biển Sunda                | Chiến dịch Đông Ấn thuộc Hà Lan         | 28 tháng 2 năm 1942  | 1 tháng 3 năm 1942   | Nhật Bản                                       |
| Trận Java                         | Chiến dịch Đông Ấn thuộc Hà Lan         | 28 tháng 2 năm 1942  | 12 tháng 3 năm 1942  | Nhật Bản                                       |
| Chiếm đóng Tulagi                 | Chiến dịch Quần đảo Solomon             | 3 tháng 5 năm 1942   | 4 tháng 5 năm 1942   | Nhật Bản                                       |
| Trận chiến biển Coral             | Chiến dịch New Guinea                   | 4 tháng 5 năm 1942   | 8 tháng 5 năm 1942   | Nhật Bản (chiến thuật); Đồng Minh (chiến lược) |
| Trận Corregidor                   | Chiến dịch Philippines                  | 5 tháng 5 năm 1942   | 6 tháng 5 năm 1942   | Nhật Bản                                       |
| Trận Midway                       | Mặt trận Thái Bình Dương                | 4 tháng 6 năm 1942   | 7 tháng 6 năm 1942   | Hoa Kỳ                                         |
| Chiến dịch Quần đảo Aleut         | Mặt trận Thái Bình Dương                | 6 tháng 6 năm 1942   | 15 tháng 8 năm 1943  | Đồng Minh                                      |
| Trận Tulagi và Gavutu-Tanambogo   | Chiến dịch Guadalcanal                  | 7 tháng 8 năm 1942   | 9 tháng 8 năm 1942   | Đồng Minh                                      |
| Trận đảo Savo                     | Chiến dịch Guadalcanal                  | 8 tháng 8 năm 1942   | 9 tháng 8 năm 1942   | Nhật Bản                                       |
| Đột kích Makin                    | Chiến dịch quần đảo Gilbert và Marshall | 17 tháng 8 năm 1942  | 18 tháng 8 năm 1942  | Hoa Kỳ                                         |
| Trận Tenaru                       | Chiến dịch Guadalcanal                  | 21 tháng 8 năm 1942  | 21 tháng 8 năm 1942  | Đồng Minh                                      |
| Trận Đông Solomons                | Chiến dịch Guadalcanal                  | 24 tháng 8 năm 1942  | 25 tháng 8 năm 1942  | Hoa Kỳ                                         |
| Trận vịnh Milne                   | Chiến dịch New Guinea                   | 25 tháng 8 năm 1942  | 5 tháng 9 năm 1942   | Đồng Minh                                      |
| Trận Edson's Ridge                | Chiến dịch Guadalcanal                  | 12 tháng 9 năm 1942  | 14 tháng 9 năm 1942  | Hoa Kỳ                                         |
| Trận Matanikau thứ 2              | Chiến dịch Guadalcanal                  | 23 tháng 9 năm 1942  | 27 tháng 9 năm 1942  | Nhật Bản                                       |
| Trận Matanikau thứ 3              | Chiến dịch Guadalcanal                  | 7 tháng 10 năm 1942  | 9 tháng 10 năm 1942  | Hoa Kỳ                                         |
| Trận Cape Esperance               | Chiến dịch Guadalcanal                  | 11 tháng 10 năm 1942 | 12 tháng 10 năm 1942 | Hoa Kỳ                                         |
| Trận đánh giành Sân bay Henderson | Chiến dịch Guadalcanal                  | 23 tháng 10 năm 1942 | 26 tháng 10 năm 1942 | Hoa Kỳ                                         |
| Trận quần đảo Santa Cruz          | Chiến dịch Guadalcanal                  | 25 tháng 10 năm 1942 | 27 tháng 10 năm 1942 | Nhật Bản                                       |
| Hải chiến Guadalcanal             | Chiến dịch Guadalcanal                  | 12 tháng 11 năm 1942 | 15 tháng 11 năm 1942 | Hoa Kỳ                                         |
| Trận Buna-Gona                    | Chiến dịch New Guinea                   | 16 tháng 11 năm 1942 | 22 tháng 1 năm 1943  | Đồng Minh                                      |
| Trận Tassafaronga                 | Chiến dịch Guadalcanal                  | 29 tháng 11 năm 1942 | 29 tháng 11 năm 1942 | Nhật Bản                                       |
| Trận đảo Rennell                  | Chiến dịch Guadalcanal                  | 29 tháng 1 năm 1943  | 30 tháng 1 năm 1943  | Nhật Bản                                       |
| Trận Wau                          | Chiến dịch New Guinea                   | 29 tháng 1 năm 1943  | 31 tháng 1 năm 1943  | Đồng Minh                                      |
| Trận biển Bismarck                | Chiến dịch New Guinea                   | 2 tháng 3 năm 1943   | 4 tháng 3 năm 1943   | Đồng Minh                                      |
| Trận eo biển Blackett             | Chiến dịch Quần đảo Solomon             | 6 tháng 3 năm 1943   | 6 tháng 3 năm 1943   | Hoa Kỳ                                         |
| Trận quần đảo Komandorski         | Chiến dịch quần đảo Aleut               | 27 tháng 3 năm 1943  | 27 tháng 3 năm 1943  | Inconclusive                                   |
| Cái chết của Isoroku Yamamoto     | Chiến dịch Quần đảo Solomon             | 18 tháng 4 năm 1943  | 18 tháng 4 năm 1943  | Hoa Kỳ                                         |
| Chiến dịch Salamaua-Lae           | Chiến dịch New Guinea                   | 22 tháng 4 năm 1943  | 16 tháng 9 năm 1943  | Đồng Minh                                      |
| Chiến dịch New Georgia            | Chiến dịch Quần đảo Solomon             | 20 tháng 6 năm 1943  | 25 tháng 8 năm 1943  | Đồng Minh                                      |
| Trận vịnh Kula                    | Chiến dịch Quần đảo Solomon             | 6 tháng 7 năm 1943   | 6 tháng 7 năm 1943   | Inconclusive                                   |
| Trận Kolombangara                 | Chiến dịch Quần đảo Solomon             | 12 tháng 7 năm 1943  | 13 tháng 7 năm 1943  | Nhật Bản                                       |
| Trận vịnh Vella                   | Chiến dịch Quần đảo Solomon             | 6 tháng 8 năm 1943   | 7 tháng 8 năm 1943   | Hoa Kỳ                                         |
| Trận Vella Lavella                | Chiến dịch Quần đảo Solomon             | 15 tháng 8 năm 1943  | 9 tháng 10 năm 1943  | Đồng Minh                                      |
| Oanh tạc Wewak                    | Chiến dịch New Guinea                   | 17 tháng 8 năm 1943  | 17 tháng 8 năm 1943  | Hoa Kỳ                                         |
| Chiến dịch Finisterre Range       | Chiến dịch New Guinea                   | 19 tháng 9 năm 1943  | 24 tháng 4 năm 1944  | Đồng Minh                                      |
| Hải chiến Vella Lavella           | Chiến dịch Quần đảo Solomon             | 7 tháng 10 năm 1943  | 7 tháng 10 năm 1943  | Nhật Bản                                       |
| Trận quần đảo Treasury            | Chiến dịch Quần đảo Solomon             | 25 tháng 10 năm 1943 | 12 tháng 11 năm 1943 | Đồng Minh                                      |
| Trận đột kích Choiseul            | Chiến dịch Quần đảo Solomon             | 28 tháng 10 năm 1943 | 3 tháng 11 năm 1943  | Đồng Minh                                      |
| Oanh tạc Rabaul                   | Chiến dịch New Guinea                   | 1 tháng 11 năm 1943  | 11 tháng 11 năm 1943 | Đồng Minh                                      |
| Chiến dịch Bougainville           | Chiến dịch New Guinea                   | 1 tháng 11 năm 1943  | 21 tháng 8 năm 1945  | Đồng Minh                                      |
| Trận Tarawa                       | Chiến dịch quần đảo Gilbert và Marshall | 20 tháng 11 năm 1943 | 23 tháng 11 năm 1943 | Hoa Kỳ                                         |
| Trận Makin                        | Chiến dịch quần đảo Gilbert và Marshall | 20 tháng 11 năm 1943 | 24 tháng 11 năm 1943 | Hoa Kỳ                                         |
| Trận Cape St. George              | Chiến dịch Quần đảo Solomon             | 26 tháng 11 năm 1943 | 26 tháng 11 năm 1943 | Hoa Kỳ                                         |
| Chiến dịch New Britain            | Chiến dịch New Guinea                   | 15 tháng 12 năm 1943 | 21 tháng 8 năm 1945  | Đồng Minh                                      |
| Đổ bộ tại Saidor                  | Chiến dịch New Guinea                   | 2 tháng 1 năm 1944   | 10 tháng 2 năm 1944  | Đồng Minh                                      |
| Trận Kwajalein                    | Chiến dịch quần đảo Gilbert và Marshall | 31 tháng 1 năm 1944  | 3 tháng 2 năm 1944   | Hoa Kỳ                                         |
| Chiến dịch Hailstone              | Chiến dịch quần đảo Gilbert và Marshall | 17 tháng 2 năm 1944  | 18 tháng 2 năm 1944  | Hoa Kỳ                                         |
| Trận Eniwetok                     | Chiến dịch quần đảo Gilbert và Marshall | 17 tháng 2 năm 1944  | 23 tháng 2 năm 1944  | Hoa Kỳ                                         |
| Chiến dịch quần đảo Admiralty     | Chiến dịch New Guinea                   | 29 tháng 2 năm 1944  | 18 tháng 5 năm 1944  | Đồng Minh                                      |
| Cuộc đổ bộ lên Emirau             | Chiến dịch New Guinea                   | 20 tháng 3 năm 1944  | 27 tháng 3 năm 1944  | Hoa Kỳ                                         |
| Trận Saipan                       | Chiến dịch quần đảo Mariana và Palau    | 15 tháng 6 năm 1944  | 9 tháng 7 năm 1944   | Hoa Kỳ                                         |
| Trận chiến biển Philippines       | Chiến dịch quần đảo Mariana và Palau    | 19 tháng 6 năm 1944  | 20 tháng 6 năm 1944  | Hoa Kỳ                                         |
| Trận Guam                         | Chiến dịch quần đảo Mariana và Palau    | 21 tháng 7 năm 1944  | 8 tháng 8 năm 1944   | Hoa Kỳ                                         |
| Trận Tinian                       | Chiến dịch quần đảo Mariana và Palau    | 24 tháng 7 năm 1944  | 1 tháng 8 năm 1944   | Hoa Kỳ                                         |
| Trận Peleliu                      | Chiến dịch quần đảo Mariana và Palau    | 15 tháng 9 năm 1944  | 25 tháng 11 năm 1944 | Hoa Kỳ                                         |
| Trận Angaur                       | Chiến dịch quần đảo Mariana và Palau    | 17 tháng 9 năm 1944  | 30 tháng 9 năm 1944  | Hoa Kỳ                                         |
| Trận Leyte                        | Chiến dịch Philippines                  | 20 tháng 10 năm 1944 | 31 tháng 12 năm 1944 | Đồng Minh                                      |
| Trận vịnh Leyte                   | Chiến dịch Philippines                  | 23 tháng 10 năm 1944 | 26 tháng 10 năm 1944 | Hoa Kỳ                                         |
| Trận chiến vịnh Ormoc             | Chiến dịch Philippines                  | 11 tháng 11 năm 1944 | 21 tháng 12 năm 1944 | Hoa Kỳ                                         |
| Trận Mindoro                      | Chiến dịch Philippines                  | 13 tháng 12 năm 1944 | 16 tháng 12 năm 1944 | Hoa Kỳ                                         |
| Trận tái chiếm Bataan             | Chiến dịch Philippines                  | 31 tháng 1 năm 1945  | 8 tháng 2 năm 1945   | Đồng Minh                                      |
| Trận Manila (1945)                | Chiến dịch Philippines                  | 3 tháng 2 năm 1945   | 3 tháng 3 năm 1945   | Đồng Minh                                      |
| Trận tái chiếm Corregidor         | Chiến dịch Philippines                  | 16 tháng 2 năm 1945  | 26 tháng 2 năm 1945  | Đồng Minh                                      |
| Trận Iwo Jima                     | Chiến dịch quần đảo Ogasawara và Ryukyu | 19 tháng 2 năm 1945  | 16 tháng 3 năm 1945  | Hoa Kỳ                                         |
| Xâm chiếm Palawan                 | Chiến dịch Philippines                  | 28 tháng 2 năm 1945  | 22 tháng 4 năm 1945  | Hoa Kỳ                                         |
| Trận Okinawa                      | Chiến dịch quần đảo núi lửa và Ryukyu   | 1 tháng 4 năm 1945   | 21 tháng 6 năm 1945  | Đồng Minh                                      |
| Cuộc hành quân Ten-Go             | Chiến dịch quần đảo núi lửa và Ryukyu   | 7 tháng 4 năm 1945   | 7 tháng 4 năm 1945   | Hoa Kỳ                                         |
| Trận Tarakan                      | Chiến dịch Borneo (1945)                | 1 tháng 5 năm 1945   | 19 tháng 6 năm 1945  | Đồng Minh                                      |

### Mặt trận châu Âu
| Trận đánh                              | Chiến dịch         | Bắt đầu              | Kết thúc             | Bên chiến thắng |
| -------------------------------------- | ------------------ | -------------------- | -------------------- | --------------- |
| Đức Quốc xã tuyên chiến với Hoa Kỳ     |                    | 11 tháng 12 năm 1941 |                      |                 |
| Chiến dịch Torch                       | Chiến dịch Bắc Phi | 8 tháng 11 năm 1942  | 10 tháng 11 năm 1942 | Đồng minh       |
| Tiến công về Tunis                     | Chiến dịch Tunisia | 10 tháng 11 năm 1942 | 25 tháng 12 năm 1942 | Đức             |
| Trận Sidi Bou Zid                      | Chiến dịch Tunisia | 14 tháng 2 năm 1943  | 17 tháng 2 năm 1943  | Đức             |
| Trận đèo Kasserine                     | Chiến dịch Tunisia | 19 tháng 2 năm 1943  | 25 tháng 2 năm 1943  | Đức             |
| Trận El Guettar                        | Chiến dịch Tunisia | 23 tháng 3 năm 1943  | 7 tháng 4 năm 1943   | Hoa Kỳ          |
| Đồng minh xâm chiếm Sicilia            | Chiến dịch Ý       | 9 tháng 7 năm 1943   | 17 tháng 8 năm 1943  | Đồng minh       |
| Đồng minh xâm chiếm Ý                  | Chiến dịch Ý       | 3 tháng 9 năm 1943   | 16 tháng 9 năm 1943  | Đồng minh       |
| Phòng tuyến Bernhardt                  | Chiến dịch Ý       | 1 tháng 12 năm 1943  | 15 tháng 1 năm 1944  | Đồng minh       |
| Trận Monte Cassino                     | Chiến dịch Ý       | 17 tháng 1 năm 1944  | 19 tháng 5 năm 1944  | Đồng minh       |
| Chiến dịch Shingle                     | Chiến dịch Ý       | 22 tháng 1 năm 1944  | 5 tháng 6 năm 1944   | Đồng minh       |
| Trận Normandy                          | Mặt trận phía Tây  | 6 tháng 6 năm 1944   | 25 tháng 8 năm 1944  | Đồng minh       |
| Phòng tuyến Gothic                     | Chiến dịch Ý       | 25 tháng 8 năm 1944  | 17 tháng 12 năm 1944 | Đồng minh       |
| Chiến dịch Market Garden               | Mặt trận phía Tây  | 17 tháng 9 năm 1944  | 25 tháng 9 năm 1944  | Đức             |
| Trận rừng Huertgen                     | Mặt trận phía tây  | 19 tháng 9 năm 1944  | 10 tháng 2 năm 1945  | Hoa Kỳ          |
| Trận Aachen                            | Mặt trận phía Tây  | 1 tháng 10 năm 1944  | 22 tháng 10 năm 1944 | Hoa Kỳ          |
| Chiến dịch Queen                       | Mặt trận phía Tây  | 16 tháng 11 năm 1944 | 16 tháng 12 năm 1944 | Đức             |
| Trận Bulge                             | Mặt trận phía Tây  | 16 tháng 12 năm 1944 | 25 tháng 1 năm 1945  | Đồng minh       |
| Chiến dịch Bodenplatte                 | Mặt trận phía Tây  | 1 tháng 1 năm 1945   | 1 tháng 1 năm 1945   | Đồng minh       |
| Túi Colmar                             | Mặt trận phía Tây  | 20 tháng 1 năm 1945  | 9 tháng 2 năm 1945   | Đồng minh       |
| Cuộc tiến công mùa xuân năm 1945 tại Ý | Chiến dịch Ý       | 6 tháng 4 năm 1945   | 2 tháng 5 năm 1945   | Đồng minh       |